# 巴斯孔西略斯德尔托索
巴斯孔西略斯德尔托索，是西班牙卡斯蒂利亚-莱昂布尔戈斯省的一个市镇。总面积121平方公里，总人口374人（2001年），人口密度3人/平方公里。